# سبجيل مريلند

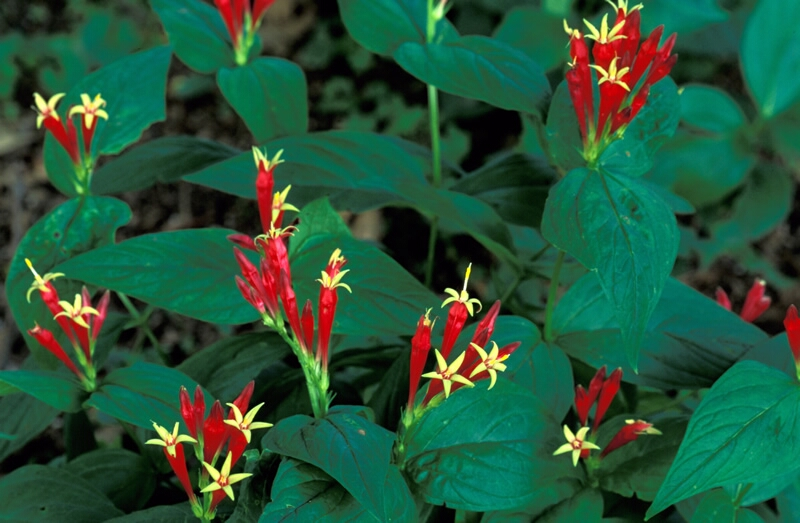

سِبجيل مَرِيلَند هي زهرة برية معمرة عشبية من جنس سبجيل من الفصيلة اللوغانية  مهدها المناطق الداخلية في جنوب شرق الولايات المتحدة وغربها الأوسط.